# Comité Nacional pro Derechos de la Mujer
Comité Nacional pro Derechos de la Mujer var en förening för kvinnors rättigheter i Chile, grundad 1922.
Den verkade i kampanjen för kvinnors rösträtt i Chile. 